# Эльфледа из Уитби
Эльфледа (др.-англ. Ælfflæd; 654—714) — дочь короля Нортумбрии Освиу и его жены Энфледы. После смерти родственницы Хильды в 680 году, она сначала совместно со своей матерью, а затем и самостоятельно была аббатисой монастыря в Уитби, который славился искусными монахинями-целительницами. Как и Хильда, Эльфледа была особенно известна своими выдающимися навыками хирургии и душевным отношением к пациентам. Является святой; день памяти — 8 февраля.

## Жизнь
Большую часть жизни Эльфледа провела как монахиня. Когда ей было около года, её отец, король Освиу Нортумбрийский, в благодарность за победу над Пендой Мерсийским в битве при Винведе, отдал её аббатисе Хильде для воспитания в аббатстве Хартлпул. Когда Хильда основала аббатство Уитби в 657 или 658 году, она привезла с собой и Эльфледу.
После смерти Хильды в 680 году вдова Освиу, Энфледа, и их дочь Эльфледа совместно стали аббатисами монастыря, а позднее в 680-х годах Эльфледа оставалась единственной аббатисой до своей смерти в 714 году. Нортумбрийская церковь времён святого Кутберта была богатым и аристократическим учреждением. По крайней мере однажды принцесса-аббатиса Эльфледа пировала с Кутбертом Линдисфарнским.
Как и ее мать, Эльфледа состояла в переписке с епископом Вильфридом Йоркским и сыграла большую роль в урегулировании, в результате которого в 705 году на престол взошёл её племянник Осред. Она была важной политической фигурой с гибели своего брата Эгфрита в 685 году вплоть до собственной смерти.
Согласно одной из записей, Эльфледа некоторое время страдала от болезни. Однажды она подумала о Кутберте и захотела, чтобы у нее была какая-нибудь его вещь, потому что она была уверена, что это её вылечит. Вскоре после этого прибыл посланник с подарком — льняным поясом Кутберта. Она надела его и в течение трёх дней выздоровела.
Её благочестие было особенно отмечено современниками — Бедой и Стафаном Рипонским. Беда описывает её святость и преданность Богу, а Стафан называет её утешителем всего королевства и лучшей советницей.
Она была похоронена в Уитби. Во время раскопок в 1920-х годах были найдены элементы фундамента оригинального строения и два мемориальных камня, предположительно святой Эльфледы, аббатисы Уитби и Кинебурги, жены короля Освальда.